# Evangelisch-lutherische Pfarrkirche Großheirath

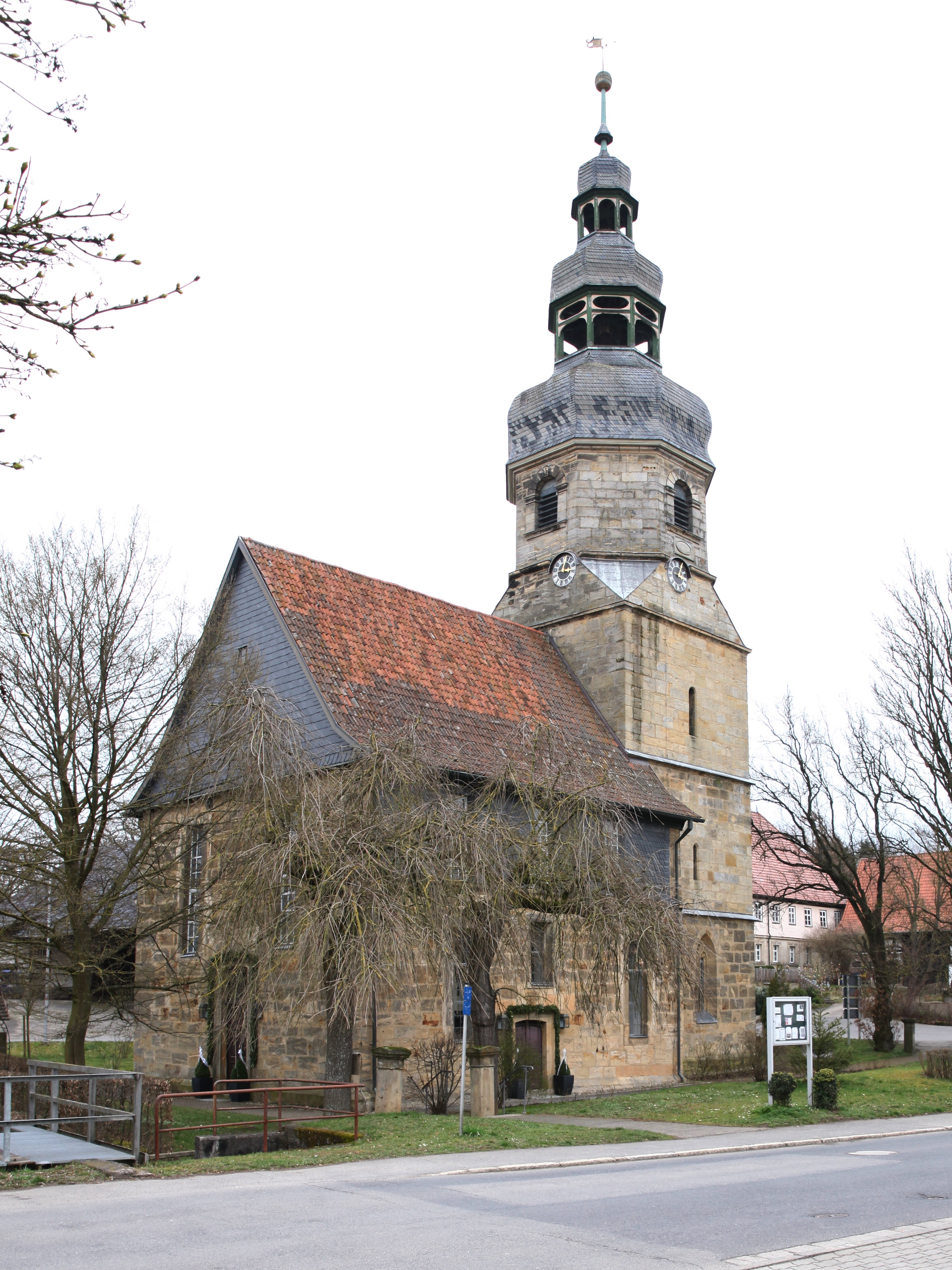
Pfarrkirche Großheirath

Die evangelisch-lutherische Pfarrkirche Großheirath im oberfränkischen Großheirath im Landkreis Coburg stammt in ihrer heutigen Gestalt aus dem Anfang des 18. Jahrhunderts.

## Geschichte
Ursprünglich gab es wohl eine größere Kapelle an der Wegkreuzung der durch Großheirath nord-südlich verlaufenden Fernhandelsstraße von Erfurt über Coburg nach Nürnberg mit der ost-westlich verlaufenden Nebenstraße von Altenbanz nach Seßlach. Der Bau einer spätgotischen Kirche begann gemäß einer Bauinschrift in Latein auf einer Tafel über dem südlichen Eingangsportal im Jahr 1463 am Mittwoch nach St. Georg, den 27. April. Aus dieser Zeit stammen der Chorraum im zweigeschossigen Turmunterbau und große Teile des Langhauses und der Sakristei. Die Kirchengemeinde gehörte damals zur rund sieben Kilometer entfernten Urpfarrei Altenbanz.
In den 1520er Jahren wurde die Reformation eingeführt. Es folgte im Frühjahr 1529 die erste protestantische kursächsische Kirchenvisitation und danach die Entsendung eines Geistlichen nach Großheirath. Am 6. August 1540 wurde Großheirath dem Kirchensprengel der neu errichteten Pfarrei in Scherneck zugeordnet.
Nach dem Dreißigjährigen Krieg wurde Großheirath mit Buchenrod 1652 eine eigenständige Pfarrei. Der erste Pfarrer war bis Ende 1652 Johann Schulthesius. 1656 ließ die Gemeinde den Chorraum ausmalen. 1705/06 folgte der Umbau und die Vergrößerung des Kirchenschiffes. Unter anderem wurden, wohl unter der Leitung der Coburger Maurer- und Baumeisterfamilie Weinlein, neue Emporen eingebaut und das Satteldach erneuert. Dem Neubau des Turmes im Jahr 1721 waren lange Verhandlungen zwischen der Gemeinde, dem hochfürstlichen Konsistorium und der Dorfherrschaft unter dem Ganerben Dietrich von Könitz vorausgegangen. Der Seßlacher Baumeister Johann Georg Salb setzte dem rechteckigen Kirchturmsockel ein neues achteckiges Geschoss auf, gefolgt von einer aufwändigen hölzernen Kuppelgestaltung.
1840 ließ die Kirchengemeinde eine umfangreiche Renovierung und Instandsetzung durchführen. Dabei wurde der Innenraum weiß ausgemalt. 1878 folgte die Umgliederung der Rossacher Filialkirche aus dem Schernecker Kirchensprengel nach Großheirath.
Anfang der 1970er Jahre wurden die 1840 übertünchten Bilder im Chorraum wieder freigelegt, der Innenraum wurde farblich neu gefasst.

## Baubeschreibung

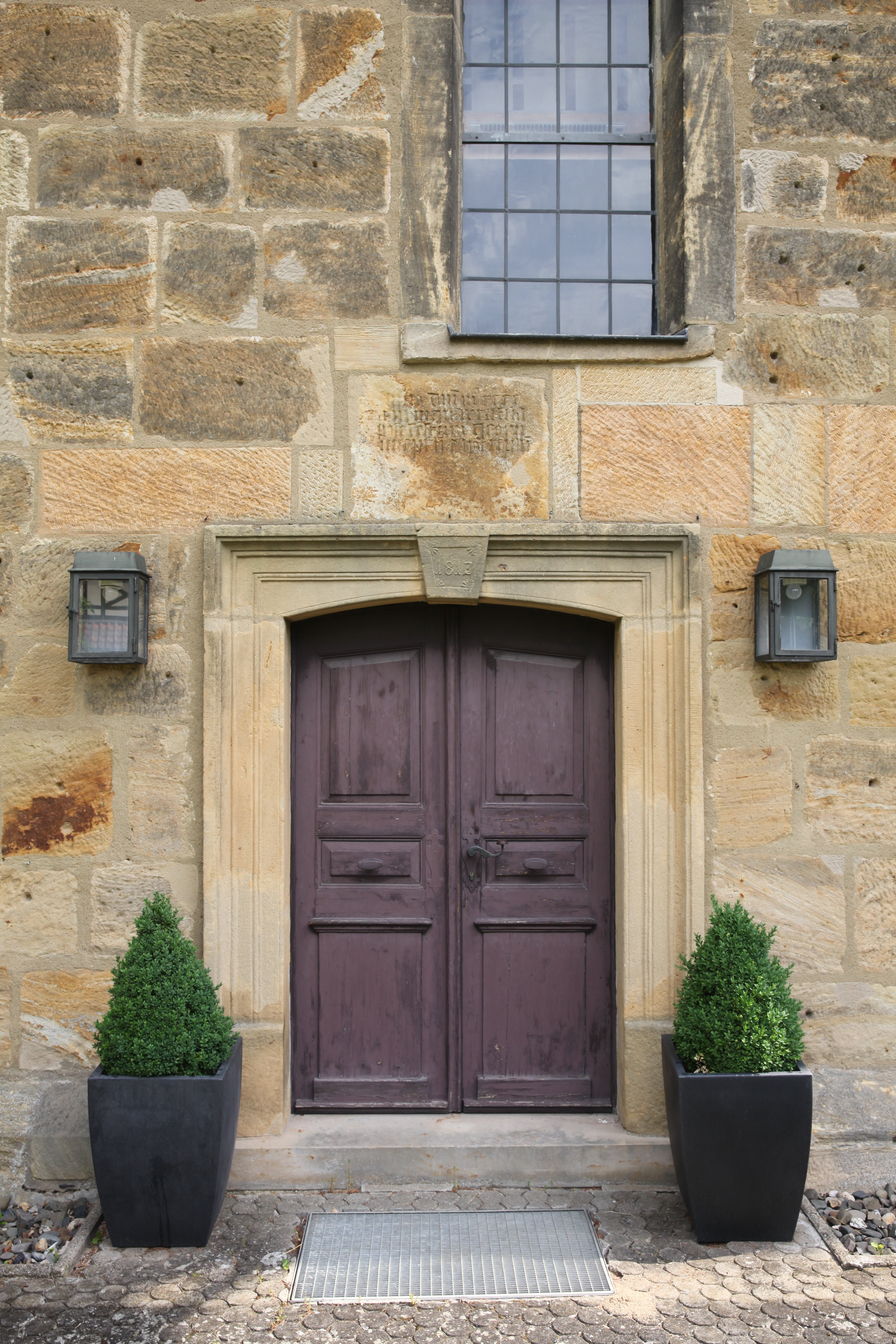
Tür der Südfassade

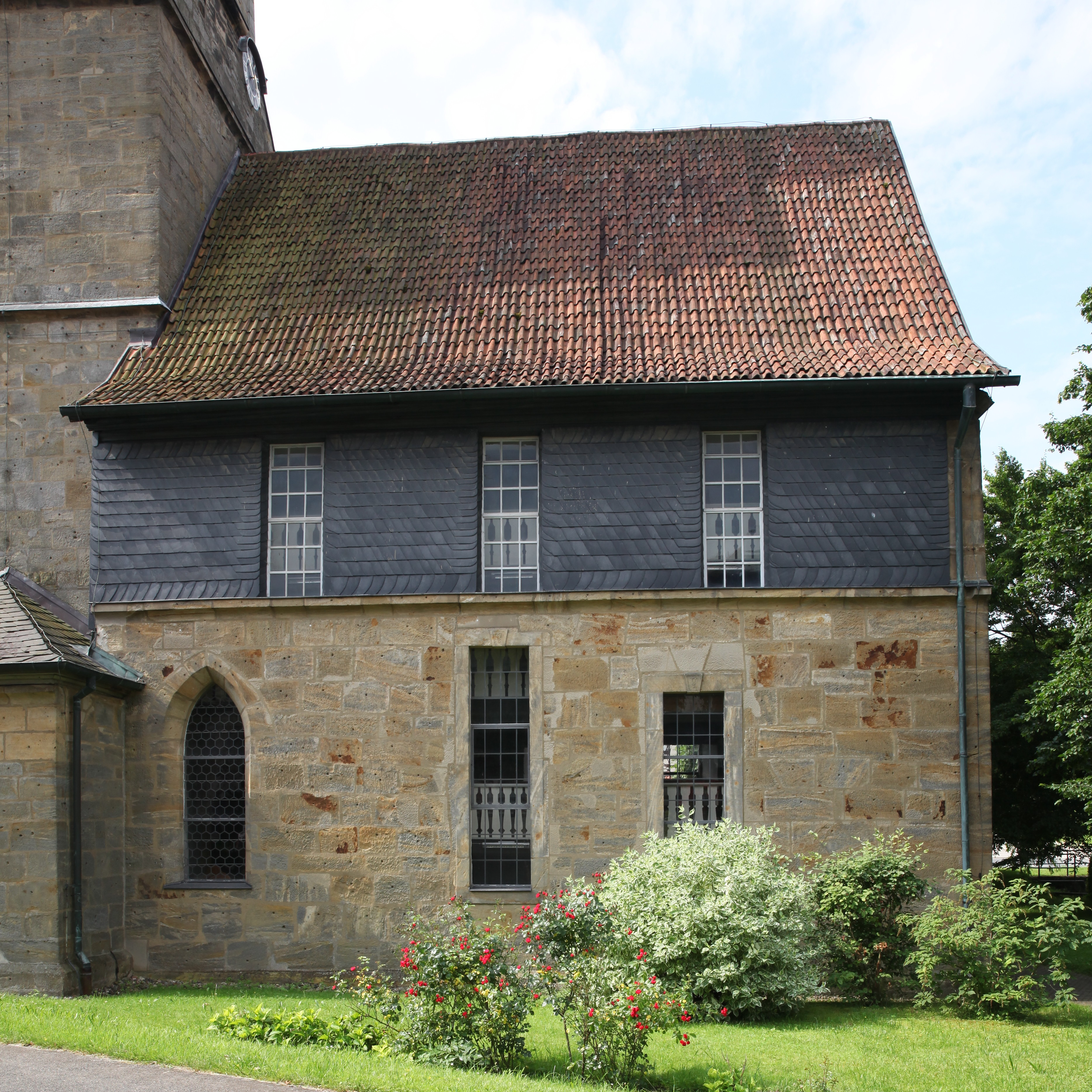
Nordfassade

Die Chorturmkirche prägt mit ihrem mächtigen Turm das Ortsbild und ist ein Wahrzeichen. Sie steht im Itzgrund im Zentrum Großheiraths und nicht wie die Kirchen der Nachbardörfer auf einer Erhebung.
Von der spätgotischen Vorgängerkirche stammt der Turmunterbau mit dem 5,1 Meter langen und 6,0 Meter breiten Chorraum, den ein Kreuzrippengewölbe mit kehlprofilierten, unmittelbar aus den Wänden kommenden Rippen überspannt. Das Kreuzgewölbe schmücken Bilder der vier Evangelisten mit ihren Symbolen. Aus dem 15. Jahrhundert stammen auch zwei spitzbogige Fenster mit Maßwerk an der Ost- und Südseite des Chores. Auf dem rechteckigen, durch Gesimse gegliederten Turmunterbau mit Lichtspalten an drei Seiten, sowie einem spitzbogigen Fenster im dritten Geschoss, steht ein achteckiges, massives Geschoss mit großen, rundbogigen Fenstern und dem Glockenstuhl, darauf zweistöckig eine verschieferte Schweifkuppel mit einem Arkadenaufsatz und eine weitere Kuppel mit einem Knopf als oberen Abschluss. Die nördlich vom Kirchturm angebaute Sakristei ist 3,8 Meter lang und 2,7 Meter breit und hat ein Tonnengewölbe.
Das Langhaus der Saalkirche ist 11,6 Meter lang und 9,3 Meter breit. Es ist in der Nord- und Südseite unterhalb des Gesimses teilweise spätgotisch, wie die Tafel über der südlichen Eingangstür, flachbogig mit einem Schlussstein und rechteckig umzogen von einigen Profillinien, mit der alten gotischen Bauinschrift und einem spitzbogigen Fenster in der Nordseite. Oberhalb des Gesimses ist die Fassade verschiefert und es sind je Seite drei gewöhnliche rechteckige Fenster gleichmäßig angeordnet. Die westliche Giebelseite hat eine Eingangstür mit einem Oberlicht. Sonst ist sie ähnlich gestaltet wie die Südtür. Darüber befindet sich rechts und links je ein größeres, rechteckiges Fenster.
Das Kirchenschiff ist mit dem Chorraum durch einen spitzbogigen, rechtwinklig profilierten Triumphbogen verbunden. Der rechte Triumphbogenpfeiler trägt ein Fresko des Gekreuzigten im barocken Stil. Der Innenraum des Kirchenschiffes wird von einer hölzernen Flachdecke überspannt. An den Längsseiten befindet sich eine dreigeschossige und an der Querseite eine zweigeschossige Empore. Die Emporen ruhen auf Holzsäulen, die vom dritten Emporengeschoss bis zur Decke reichen.

## Ausstattung
Die hölzerne Kanzel am südlichen Triumphbogenpfeiler stammt wohl vom Anfang des 18. Jahrhunderts. Sie ruht auf einer korinthischen Mittelsäule. Den Schalldeckel schmückt auf der Unterseite eine Taube als Symbol des Heiligen Geistes. Auf dem Schalldeckel steht Christus. Um ihn herum sitzen die vier Evangelisten mit Büchern in den Händen. Der Taufstein, mit Engelsköpfen verziert, wird auf das Jahr 1579 datiert. Ein Vortragekreuz von 1808 im Innenraum zeigt auf der einen Seite den gekreuzigten und auf der anderen den auferstandenen Jesus.

## Orgel
Bereits vor dem Einbau der Emporen im Jahr 1705 stand eine Orgel in der Kirche. 1750 baute der Coburger Orgelbauer Wolf Heinrich Daum eine neue Orgel mit 18 Registern, einem Manual, Positiv und Pedal ein. 1871 führte der Schmiedefelder Orgelbauer Holland eine größere Reparatur durch. Die aktuelle Orgel stammt aus dem Jahr 1909 und ist ein Werk von G. F. Steinmeyer & Co. aus Oettingen. Das Instrument mit pneumatischer Traktur hat zwei Manuale und Pedal sowie zehn Register.
Das Gehäuse stammt von der Orgel von 1750. Der Orgelprospekt besteht aus fünf Teilen und ragt mit der Mittelzone in das hölzerne Tonnengewölbe hinein. Den Mittelrundturm flankieren zweigeschossige Spitztürme und diese kleinere Rundtürmchen. Ein durchbrochen geschnitztes Band- und Akanthuswerk bildet die Schleier und Ohren. Der ursprünglich im Spielschrank angeordnete Spieltisch steht heute frei vor der Orgel.

## Kirchengemeinde
Der Kirchensprengel umfasst neben Großheirath den Nachbarort Buchenrod. Eine Filialkirche steht in Rossach.